# Mordella cingulata
Mordella cingulata es una especie de coleóptero de la familia Mordellidae.

## Distribución geográfica
Habita en Panamá y Trinidad.